# Solon Irving Bailey
Solon Irving Bailey (Lisbon, 29 dicembre 1854 – Boston, 5 giugno 1931) è stato un astronomo statunitense.
Ottenne il Master of Arts dapprima all'Università di Boston e successivamente nel 1888 all'Università di Harvard presso il cui osservatorio aveva iniziato a lavorare l'anno precedente.
A seguito del lascito di 238.000 dollari a beneficio dell'Università da parte di Uriah Atherton Boyden, venne incaricato di individuare un sito nell'emisfero australe per una nuova stazione osservativa che stabilì in Perù ad Arequipa. Fu responsabile della stazione dal 1892 al 1919. La stazione sarebbe stata successivamente trasferita in Sudafrica divenendo l'Osservatorio Boyden.
Concentrò i suoi studi principalmente sulle stelle variabili arrivando a definire il diagramma di Bailey per le variabili RR Lyrae
Il Minor Planet Center gli accredita la scoperta dell'asteroide 504 Cora effettuata il 30 giugno 1902.